# Лейн, Флойд
Флойд Лейн (англ. Floyd Layne; 1929 — 29 июля 2024) — американский баскетболист. Лейн был одним из ключевых игроков чемпионского состава баскетбольной команды Городского колледжа Нью-Йорка «ГКНЙ Биверс», которая в 1950 году впервые в истории студенческого баскетбола выиграла в один год два постсезонных турнира — Национальный пригласительный турнир и турнир NCAA.

## Биография
Первоначально Лейн учился в старшей школе Клинтона, однако перевёлся оттуда, так как считал, что он недостаточно хорош, чтобы быть членом местной баскетбольной команды. Он перевёлся в старшую школу Бенджамина Франклина. По окончании обучения он поступил в Городской колледж Нью-Йорка, где стал выступать за местную баскетбольную команду «ГКНЙ Биверс» под руководством тренера Нэта Холмана. В сезоне 1949/50 годов «Биверс» одержали 17 побед при 5 поражениях в регулярном чемпионате и получили приглашение принять участие в Национальном пригласительном турнире (NIT) и в турнире NCAA. В обоих случаях «Биверс» дошли до финального матча, где как в одном, так и другом турнире обыграли команду университета Брэдли, став единственной командой в истории США, выигравшей два главных студенческих турнира в течение одного года. В команде Лейн считался лучшим защитником, но также и самым недооценённым игроком.

## Скандал, связанный с подтасовкой результатов матчей
В 1951 году в американском студенческом баскетболе, когда выяснилось, что некоторые игроки Городского колледжа были связаны с букмекерами и влияли на окончательный счёт поединков таким образом, чтобы их команда проигрывала с определённым разрывом. Согласно прокурору округа Манхэттен Фрэнку Хогану, 32 баскетболиста ряда университетов были вовлечены в подтасовку результатов, которые повлияли на исход 86 матчей. В их число также входили игроки Городского колледжа. Первоначально было арестовано три игрока Биверс — Эд Уорнер, Эд Роман и Эл Рот по обвинению в получении взятки и подтасовке результатов трёх игр в сезоне 1950/51. Так как Уорнер и Рот были капитанами команды в сезоне 1950/51, то их место занял Лейн и Ронни Наделл. Ненадолго Флойд стал самым любимым человеком в Городском колледже и студенты даже носили его на руках, так как он один из основных игроков чемпионской команды не обвинялся в получении взятки. Однако, десять дней спустя полиция арестовала и Флойда, который почти сразу же признал свою вину. Лейн, как и большинство других игроков, замешанных в скандале, был приговорён к условному сроку наказания.

## Дальнейшая жизнь
Позже Лейн работал баскетбольным тренером в Гарлемском детском центре, где одним из его подопечных был будущий член Зала славы баскетбола Нейт Арчибальд. С 1974 по 1988 год он работал баскетбольным тренером в Городском колледже, а позже в старшей школе Проспект Хай в Бруклине.
Умер 29 июля 2024 года.